# Chymomyza procnemolita
Chymomyza procnemolita är en tvåvingeart som beskrevs av David Grimaldi 1986. Chymomyza procnemolita ingår i släktet Chymomyza och familjen daggflugor. Inga underarter finns listade i Catalogue of Life.